# Lewis Mansel
Sir Lewis Mansel, 2. Baronet (auch Lewis Mansell) (* um 1594; † 4. April 1638) war ein walisisch-englischer Adliger. 
Lewis Mansel entstammte der alten walisischen Familie Mansel. Er war der älteste Sohn von Sir Thomas Mansel, 1. Baronet, aus dessen erster Ehe mit Hon. Mary Mordaunt, Tochter des Lewis Mordaunt, 3. Baron Mordaunt. Er studierte um 1600 an der Universität Oxford und wurde um 1603 am Lincoln’s Inn als Barrister zugelassen. 1603 wurde er zum Knight Bachelor geschlagen. Beim Tod seines Vaters am 20. Dezember 1631 erbte er dessen englischen Adelstitel Baronet, of Margam in the County of Glamorgan, und dessen Besitzungen. Um 1632 verlegte den Familiensitz endgültig nach Margam Abbey und verpachtete Oxwich Castle auf Gower als landwirtschaftliches Anwesen. Nach Angaben von Anthony Wood stiftete er mehrere Jahre lang 50 £ für die Bibliothek des Jesus College der Universität Oxford, wo sein Cousin Francis Mansell Rektor war. Von 1636 bis 1637 amtierte er als Sheriff von Glamorgan.
In erster Ehe heiratete Mansel Hon. Katharine Sidney, eine Tochter von Robert Sidney, Viscount L’Isle, dem späteren 1. Earl of Leicester. Nach dem Tod seiner ersten Frau heiratete er Katherine Lewis, eine Tochter von Edward Lewis, Gutsherr von Vann in Glamorganshire. In dritter Ehe heiratete er am 25. August 1627 Lady Elizabeth Montagu, eine Tochter von Henry Montagu, 1. Earl of Manchester. Aus seiner dritten Ehe hatte er zwei Söhne und zwei Töchter:
- Sir Henry Mansel, 3. Baronet (um 1630–1640);
- Sir Edward Mansel, 4. Baronet (um 1637–1706);
- Elizabeth Mansel († vor 1708), ⚭ Sir William Wiseman, 1. Baronet, MP, Gutsherr von Rivenhall in Essex;
- Mary Mansel.

Sein Erbe wurde zunächst sein ältester Sohn Henry Mansel, doch nach dessen frühem Tod 1640 wurde sein zweitältester Sohn Edward Mansel als 4. Baronet sein Erbe. Seine Witwe Elizabeth heiratete später Sir Edward Sebright, 1. Baronet, Gutsherr von Besford Court in Worcestershire.